# Giải bóng đá Vô địch Quốc gia 2010
Giải bóng đá Vô địch Quốc gia 2010, tên gọi chính thức là Giải bóng đá Vô địch Quốc gia PetroVietnam Gas 2010 hay PetroVietnam Gas V-League 2010 vì lý do tài trợ, là mùa giải thứ 27 và là mùa giải chuyên nghiệp thứ 10 của Giải bóng đá Vô địch Quốc gia. Giải đấu khởi tranh vào ngày 30 tháng 1 và kết thúc vào ngày 22 tháng 8 năm 2010 với 14 câu lạc bộ tham dự. Đây là năm thứ tư liên tiếp Tổng công ty Dầu khí Việt Nam trở thành nhà tài trợ chính của giải đấu.

## Thay đổi trước mùa giải

### Thay dổi đội bóng
| Thăng hạng từ Giải hạng nhất 2009 - Xi măng The Vissai Ninh Bình - Hòa Phát Hà Nội Mua suất - Lam Sơn Thanh Hóa[a] - Navibank Sài Gòn[b] | Xuống hạng đến Giải hạng nhất 2010 - TP Hồ Chí Minh - Thanh Hoá[a][c] Giải thể và bị mua lại - Thể Công[a] - Quân khu 4[b] |

^[a] Lam Sơn Thanh Hóa (do tỉnh Thanh Hoá quản lý) mua lại Thể Công sau khi Bộ Quốc phòng quyết định xóa phiên hiệu Thể Công.
^[b] Quân khu 4 chuyển giao chủ sở hữu cho Navibank, chuyển địa bàn vào Thành phố Hồ Chí Minh và đổi tên thành Navibank Sài Gòn.
^[c] Sau đó bị UBND tỉnh Thanh Hoá giải thể và sáp nhập vào Lam Sơn Thanh Hóa.

### Giải thưởng
Đội vô địch của mủa giải này nhận được tiền thưởng 1 tỷ đồng. Đội á quân và hạng ba được lần lượt 500 triệu và 250 triệu đồng.

### Chuyển đổi
Mùa giải 2010 là mùa giải cuối cùng trước khi tất cả các đội phải chuyển đổi sang cơ chế doanh nghiệp theo quy định của AFC để có thể tham dự V-League 2011. Đến lúc kết thúc giải đấu, có 3 câu lạc bộ chưa chuyển đổi gồm Lam Sơn Thanh Hóa, Megastar Nam Định, Tập đoàn Cao su Đồng Tháp. Đến hạn chót, chỉ còn Megastar Nam Định không chuyển đổi kịp. Do đó, với số đội chuyên nghiệp là 13 đội ở V-League và 8 đội ở giải Hạng Nhất, V-League 2010 chỉ có một đội chính thức xuống hạng là Megastar Nam Định, còn đội đứng áp chót Navibank Sài Gòn sẽ đấu play-off với đội đứng nhì Giải hạng nhất là Than Quảng Ninh.

## Tóm tắt giải đấu
Hai vòng đầu tiên đã xảy ra một số bất ngờ khi Hoàng Anh Gia Lai chưa có chiến thắng, và sự ra đi của tiền vệ ngôi sao Lee Nguyễn.
Ngày 26 tháng 2, tiền vệ đang thi đấu cho Bình Dương, Molina Gaston Eduardo, được phát hiện đã chết trong một phong khách sạn tại Thành phố Hồ Chí Minh do dùng ma túy quá liều.
Vòng 4 là vòng đấu có nhiều sự kiện nhất kể từ đầu giải. Đầu tiên là vụ đánh nhau của 2 cầu thủ Xi măng Hải Phòng là thủ môn Quang Huy và tiền vệ Aniekan sau trận đấu trên sân Ninh Bình. Hai huấn luyện viên phải ra đi sau vòng 4 là Robert Lim của Ninh Bình và Jose Luis của Đồng Tâm Long An, được thay thế lần lượt bởi Trần Tiến Đại và Trần Công Minh. SHB Đà Nẵng đã vươn lên ngôi đầu bảng sau ba vòng liên tiếp để Becamex Bình Dương dẫn đầu.
Trong trận đấu sớm của vòng 5, Hà Nội T&T có chiến thắng trước SHB Đà Nẵng để qua đó tạm vươn lên ngôi đầu bảng.. Vòng đấu này Lam Sơn Thanh Hóa có chiến thắng đầu tiên trong mùa giải trước Hoàng Anh Gia Lai trên sân nhà với tỷ số 2-0.
Trước vòng thứ 6, câu lạc bộ Ninh Bình lại có sự thay đổi huấn luyện viên khi ông Lê Thụy Hải lên thay ông Trần Tiến Đại.
Sau 2 trận thua liên tiếp, Trần Công Minh đã bị Đồng Tâm Long An thay thế bằng huấn luyện viên đến từ Bồ Đào Nha, Ricardo Formosinho. Cũng sau vòng đấu cầu thủ Lê Công Vinh của Hà Nội T&T đã bị ban kỉ luật của Liên đoàn bóng đá Việt Nam ban đầu phạt treo giò 6 trận và 10 triệu đồng vì có hành vi vái lạy trọng tài Vũ Bảo Linh trong trận Hà Nội T&T thua TĐCS Đồng Tháp. Tuy nhiên sau khi xem xét lại, ban kỉ luật của VFF giảm xuống còn 3 trận do Công Vinh "không xâm hại" trọng tài chính.
Tại loạt trận sớm vòng 7, các bất ngờ đã xảy ra khi Becamex Bình Dương đã có chiến thắng 4-0 trước V.Ninh Bình và Sông Lam Nghệ An thắng 5-0 trước SHB.Đà Nẵng. Nam Định tiếp tục chuỗi trận thất vọng với trận thua 5-0 trước Hoàng Anh Gia Lai. Ở thế ngược lại Hà Nội T&T, dù thiếu đội trưởng Lê Công Vinh vẫn có chiến thắng trên sân khách trước Xi măng Hải Phòng để tiếp tục ngự trị ở vị trí đầu bảng.
Tại vòng 8, Hà Nội T&T có chiến thắng 2-1 trước đối thủ trực tiếp B. Bình Dương qua đó tiếp tục ở ngôi nhất bảng. Tại vòng này M.Nam Định có chiến thắng 3-1 trước Đồng Tâm Long An, đây là chiến thắng đầu tiên của đội tại mùa giải năm nay
Vòng 9, Nam Định tiếp tục thi đấu khởi sắc khi có chiến thắng 1-0 trước Hòa Phát Hà Nội, trong khi đó Ninh Bình cũng có chiến thắng đầu tiên kể từ khi ông Lê Thụy Hải về dẫn dắt trước Lam Sơn Thanh Hóa.
Vòng 14 là vòng diễn ra loạt trận đầu tiên của lượt về, vòng đấu mà cả SHB Đà Nẵng và Hà Nội T&T đều thua qua đó Bình Dương tận dụng thời cơ vươn lên ngôi đầu bảng.
Vòng 15 là vòng đấu diễn ra trước quãng nghỉ cho World Cup 2010. Becamex Bình Dương tiếp tục có chiến thắng và thể hiện bước tiến mạnh mẽ trong cuộc đua ở tốp đầu, trong khi ở chiều ngược lại cả Navibank Sài Gòn và Nam Định tiếp tục mất điểm và bị bỏ lại khá xa về mặt điểm số trên bảng xếp hạng.
Với 46 điểm có được khi kết thúc mùa giải này, Hà Nội T&T đã lên ngôi vô địch V-League.

## Các đội bóng
| Câu lạc bộ         | Mùa giải 2009          | Năm đầu tiên tại V-League | Số mùa giải tại V-League |
| ------------------ | ---------------------- | ------------------------- | ------------------------ |
| SHB Đà Nẵng        | Vô địch                | 2001                      | 8                        |
| Becamex Bình Dương | Á quân                 | 2004                      | 6                        |
| Sông Lam Nghệ An   | Hạng 3                 | 2000                      | 9                        |
| Hà Nội T&T         | Thứ 4                  | 2009                      | 1                        |
| TĐCS Đồng Tháp     | Thứ 5                  | 2000                      | 6                        |
| Xi măng Hải Phòng  | Thứ 6                  | 2000                      | 7                        |
| Khatoco Khánh Hòa  | Thứ 7                  | 2000                      | 5                        |
| Hoàng Anh Gia Lai  | Thứ 8                  | 2003                      | 7                        |
| Lam Sơn Thanh Hóa  | Mua lại Thể Công       | 2010                      | 0                        |
| Đồng Tâm Long An   | Thứ 10                 | 2003                      | 7                        |
| Navibank Sài Gòn   | Mua lại Quân khu 4     | 2010                      | 0                        |
| Megastar Nam Định  | Thứ 12                 | 2000                      | 9                        |
| Ninh Bình          | Vô địch Giải Hạng Nhất | 2010                      | 0                        |
| Hòa Phát Hà Nội    | Á quân Giải Hạng Nhất  | 2003                      | 5                        |

### Sân vận động
| Đội bóng                     | Địa điểm                       | Sân vận động              | Sức chứa |
| ---------------------------- | ------------------------------ | ------------------------- | -------- |
| Becamex Bình Dương           | Thủ Dầu Một, Bình Dương        | Sân vận động Gò Đậu       | 18,250   |
| Đồng Tâm Long An             | Tân An, Long An                | Sân vận động Long An      | 19,975   |
| Đồng Tháp                    | Cao Lãnh, Đồng Tháp            | Sân vận động Cao Lãnh     | 23,000   |
| Hòa Phát Hà Nội              | Đống Đa, Hà Nội                | Sân vận động Hàng Đẫy     | 22,500   |
| Hoàng Anh Gia Lai            | Pleiku, Gia Lai                | Sân vận động Pleiku       | 15,000   |
| Khatoco Khánh Hòa            | Nha Trang, Khánh Hòa           | Sân Nha Trang             | 25,000   |
| Lam Sơn Thanh Hóa            | TP. Thanh Hóa, Thanh Hóa       | Sân vận động Thanh Hóa    | 14,000   |
| Megastar Nam Định            | TP. Nam Định, Nam Định         | Sân vận động Thiên Trường | 30,000   |
| Navibank Sài Gòn             | Quận 10, Thành phố Hồ Chí Minh | Sân vận động Thống Nhất   | 25,000   |
| SHB Đà Nẵng                  | Hải Châu, Đà Nẵng              | Sân vận động Chi Lăng     | 30,000   |
| Sông Lam Nghệ An             | Vinh, Nghệ An                  | Sân vận động Vinh         | 22,000   |
| T&T Hà Nội                   | Đống Đa, Hà Nội                | Sân vận động Hàng Đẫy     | 22,500   |
| Xi măng Hải Phòng            | Ngô Quyền, Hải Phòng           | Sân vận động Lạch Tray    | 28,000   |
| Xi măng The Vissai Ninh Bình | TP. Ninh Bình, Ninh Bình       | Sân vận động Ninh Bình    | 22,000   |

### Đổi tên
Câu lạc bộ T&T Hà Nội được đổi tên thành Câu lạc bộ bóng đá Hà Nội T&T trước khi mùa giải bắt đầu.

### Thay đổi huấn luyện viên
| Câu lạc bộ                       | Huấn luyện viên cũ | Hình thức                | Vị trí xếp hạng | Ngày rời đi | Huấn luyện viên mới       | Ngày đến   |
| -------------------------------- | ------------------ | ------------------------ | --------------- | ----------- | ------------------------- | ---------- |
| Xi măng The Vissai Ninh Bình     | Robert Lim         | Sa thải                  | Thứ 10          | 8 tháng 3   | Trần Tiến Đại             | 12 tháng 3 |
| Đồng Tâm Long An                 | Jose Luis          | Sa thải                  | Thứ 3           | 9 tháng 3   | Trần Công Minh            | 9 tháng 3  |
| Xi măng The Vissai Ninh Bình (2) | Trần Tiến Đại      | Tạm quyền                | Thứ 6           | 17 tháng 3  | Lê Thụy Hải               | 17 tháng 3 |
| Đồng Tâm Long An (2)             | Trần Công Minh     | Tạm quyền                | Thứ 8           | 21 tháng 3  | Ricardo Formosinho        | 21 tháng 3 |
| Becamex Bình Dương               | Mai Đức Chung      | Sa thải                  | Thứ 4           | 12 tháng 4  | Đặng Trần Chỉnh           | 12 tháng 4 |
| Navibank Sài Gòn                 | Vũ Quang Bảo       | Từ chức                  | Thứ 14          | 10 tháng 5  | Mai Đức Chung             | 10 tháng 5 |
| Megastar Nam Định                | Nguyễn Ngọc Hảo    | Từ chức (sang chức GĐKT) | Thứ 14          | 9 tháng 6   | Lê Văn Tuấn               | 18 tháng 6 |
| Becamex Bình Dương (2)           | Đặng Trần Chỉnh    | Từ chức                  | Thứ 3           | 16 tháng 7  | Dương Ngọc Hùng           | 18 tháng 7 |
| Becamex Bình Dương (3)           | Dương Ngọc Hùng    | Từ chức                  | Thứ 3           | 4 tháng 8   | Luis G. Morgado Rodrigues | 5 tháng 8  |

### Cầu thủ nước ngoài
Các câu lạc bộ được đăng ký 5 cầu thủ ngoại nhưng chỉ được sử dụng tối đa 3 cầu thủ cùng lúc trên sân, không hạn chế sử dụng cầu thủ nhập tịch. 
| Câu lạc bộ                   | Cầu thủ 1               | Cầu thủ 2               | Cầu thủ 3                | Cầu thủ 4               | Cầu thủ 5             | Cầu thủ nhập tịch                                      | Cầu thủ cũ                                             |
| ---------------------------- | ----------------------- | ----------------------- | ------------------------ | ----------------------- | --------------------- | ------------------------------------------------------ | ------------------------------------------------------ |
| Becamex Bình Dương           | Egbo Osita              | Abbey Ebenzer           | Elenindo de Jesus        | Lee Nguyễn              | Kubheka Philani       | Kesley Alves                                           | Amaobi Uzowuru Honest Molina Gaston Eduardo            |
| Tập đoàn cao su Đồng Tháp    | Samson Kayode           | Adesope Hammed          | Olushola O. Aganun       | Felix Gbenga Ajala      | Sunday Chibuike Ibeji |                                                        |                                                        |
| Hòa Phát Hà Nội              | Justin Myers            | Timothy Anjembe         | François Endene          | Cassiano Paulo Henrique | Anane Agyei William   | Isaac Kamu Mylyanga Ronald Martin Katsigazi            | Eduado H. Furrier John Krause Klerber J.D. Santos      |
| SHB Đà Nẵng                  | Christopher Williams    | Jose Emidio de Almeida  | Modou Jagne              | Gastón Merlo            | Nicolás Hernández     | Rogerio M. Pereira                                     | Secar Paolo Cocchi Diego Mendez                        |
| Navibank Sài Gòn             | Pinto Da Silva          | Leandro Cruz De Olivera | Fofie Pascal             | Opara A. Uzomae         | Marcelo Souza Porfiro | Fabio dos Santos                                       | Abdullahi Suleiman Flavio L.N.D. Cruz Martins Trindade |
| Xi măng Hải Phòng            | John Wole               | Leandro de Oliveira     | Aniekan Okon             | Lazaro                  | Victor Adrian Reva    | Đặng Văn Robert Maxwell Eyerakpo                       | Wilians De Oliveira                                    |
| T&T Hà Nội                   | Carlos Fangueiro Soares | Cristiano Roland        | Caue C. M. Benicio       | Gonzalo Marrkonle       | Luciano R. S. Fonceca |                                                        | Kizito Lawrence François Endene                        |
| Hoàng Anh Gia Lai            | Tiago de Paula          | Sihavy Michal           | Evaldo                   | Dzigba B. Mawusi        | Mario Mijatović       | Nirut Surasiang Sakda Joemdee                          | Lee Nguyễn Toledo Ifeanyi Uwanaka                      |
| Khatoco Khánh Hòa            | Agostinho               | Diego Nogues            | Mustapha Kobina Essuman  | Issfu Anssah            | Adeolu Simon Manuwa   | Jonathan Quartey                                       | Cucic Mladen                                           |
| Đồng Tâm Long An             | Tshamala A. Kabanga     | Mrwanda David           | Eldon Maquemba           | Antonio Carlos          | Filip Madžovski       | Issawa Singthong                                       | Rogere Asman Fabio dos Santos                          |
| Xi măng The Vissai Ninh Bình | Rodrigo Mota            | Dio Preye               | Laerte R.A. Junior       | Gustavo D.S. Dourado    | Olof Hviden-Watson    | Mykola Oleksandrovych Lytovka Jucelio Batista Da Silva | Raphael S.R. Marques                                   |
| Sông Lam Nghệ An             | Rajko Vidović           | Goran Brašnić           | Abdulrazak M. Ekpoki     | Mitrovic Dalibor        | Robert Bajic          | Thierry Ngale Hélio da Silva Assis                     | Nenad Stojaković Mauro                                 |
| Lam Sơn Thanh Hóa            | Tony Kankam             | Kalifa Dembele          | Mauro Pereira Dos Santos | Tostao Kwashi           | Kizito Lawrence       | Wandwsi Rodgers                                        | Gilson Carlos Dasilva Vanderlei Lima Dasilva           |
| Megastar Nam Định            | Chinedu Nweze           | Gaspard Yelleduor       | Inreneo Collante         | Mumuni Bawa             | Philip Onyeka Oroko   |                                                        | Lowson Adtebu Arnawd Nsemn                             |

## Bảng xếp hạng
| VT | Đội                       | ST | T  | H  | B  | BT | BB | HS  | Đ  | Giành quyền tham dự hoặc xuống hạng |
| -- | ------------------------- | -- | -- | -- | -- | -- | -- | --- | -- | ----------------------------------- |
| 1  | Hà Nội T&T (C)            | 26 | 14 | 4  | 8  | 35 | 25 | +10 | 46 | Lọt vào vòng bảng AFC Cup 2011      |
| 2  | Vicem Hải Phòng           | 26 | 14 | 3  | 9  | 42 | 34 | +8  | 45 |                                     |
| 3  | Tập đoàn Cao su Đồng Tháp | 26 | 13 | 5  | 8  | 43 | 34 | +9  | 44 |                                     |
| 4  | Khatoco Khánh Hoà         | 26 | 13 | 4  | 9  | 42 | 42 | 0   | 43 |                                     |
| 5  | Đồng Tâm Long An          | 26 | 13 | 4  | 9  | 43 | 31 | +12 | 43 |                                     |
| 6  | SHB Đà Nẵng               | 26 | 12 | 4  | 10 | 41 | 44 | −3  | 40 |                                     |
| 7  | Hoàng Anh Gia Lai         | 26 | 11 | 6  | 9  | 34 | 27 | +7  | 39 |                                     |
| 8  | Becamex Bình Dương        | 26 | 11 | 4  | 11 | 48 | 40 | +8  | 37 |                                     |
| 9  | Sông Lam Nghệ An          | 26 | 9  | 10 | 7  | 36 | 26 | +10 | 37 | Lọt vào vòng bảng AFC Cup 2011      |
| 10 | Hoà Phát Hà Nội           | 26 | 10 | 6  | 10 | 41 | 44 | −3  | 36 |                                     |
| 11 | XM The Vissai Ninh Bình   | 26 | 8  | 10 | 8  | 33 | 34 | −1  | 34 |                                     |
| 12 | Lam Sơn Thanh Hóa         | 26 | 8  | 7  | 11 | 36 | 46 | −10 | 31 |                                     |
| 13 | Navibank Sài Gòn (O)      | 26 | 4  | 8  | 14 | 21 | 40 | −19 | 20 | Lọt vào play-off xuống hạng         |
| 14 | Megastar Nam Định (R)     | 26 | 3  | 3  | 20 | 19 | 47 | −28 | 12 | Xuống hạng đến Giải hạng nhất 2011  |

1. 1 2  Kết quả đối đầu: Khatoco Khánh Hòa 2–1 Đồng Tâm Long An, Đồng Tâm Long An 0–1 Khatoco Khánh Hòa.
2. 1 2  Kết quả đối đầu: Becamex Bình Dương 2–1 Sông Lam Nghệ An, Sông Lam Nghệ An 0–1 Becamex Bình Dương.
3. ↑  Sông Lam Nghệ An giành quyền tham dự AFC Cup 2011 với tư cách là đội vô địch Cúp Quốc gia 2010.

### Vị trí các đội sau mỗi vòng đấu
| Đội \ Vòng đấu       | 1  | 2  | 3  | 4  | 5  | 6  | 7  | 8  | 9  | 10 | 11 | 12 | 13 | 14 | 15 | 16 | 17 | 18 | 19 | 20 | 21 | 22 | 23 | 24 | 25 | 26 |
| -------------------- | -- | -- | -- | -- | -- | -- | -- | -- | -- | -- | -- | -- | -- | -- | -- | -- | -- | -- | -- | -- | -- | -- | -- | -- | -- | -- |
| Hà Nội T&T           | 4  | 2  | 2  | 2  | 1  | 1  | 1  | 1  | 1  | 2  | 1  | 2  | 2  | 3  | 2  | 2  | 1  | 1  | 1  | 1  | 1  | 1  | 1  | 1  | 1  | 1  |
| Xi măng Hải Phòng    | 11 | 11 | 7  | 7  | 3  | 7  | 11 | 6  | 8  | 8  | 5  | 5  | 7  | 5  | 6  | 5  | 3  | 5  | 6  | 5  | 5  | 3  | 2  | 2  | 2  | 2  |
| TĐCS Đồng Tháp       | 5  | 9  | 6  | 11 | 7  | 4  | 7  | 5  | 5  | 7  | 9  | 8  | 4  | 4  | 4  | 3  | 4  | 2  | 3  | 2  | 2  | 4  | 5  | 4  | 4  | 3  |
| Khatoco Khánh Hòa    | 2  | 6  | 10 | 6  | 9  | 6  | 3  | 3  | 3  | 4  | 4  | 6  | 6  | 8  | 9  | 7  | 8  | 7  | 5  | 4  | 4  | 6  | 4  | 3  | 3  | 4  |
| Đồng Tâm Long An     | 9  | 8  | 5  | 3  | 5  | 8  | 12 | 12 | 12 | 10 | 11 | 11 | 12 | 12 | 12 | 12 | 12 | 10 | 10 | 11 | 11 | 9  | 7  | 5  | 5  | 5  |
| SHB Đà Nẵng          | 3  | 4  | 3  | 1  | 2  | 2  | 4  | 2  | 2  | 1  | 3  | 1  | 1  | 2  | 3  | 4  | 5  | 4  | 4  | 6  | 6  | 7  | 9  | 9  | 7  | 6  |
| Hoàng Anh Gia Lai    | 13 | 14 | 11 | 12 | 13 | 12 | 10 | 11 | 11 | 12 | 10 | 10 | 11 | 10 | 11 | 11 | 10 | 9  | 9  | 8  | 10 | 8  | 10 | 11 | 8  | 7  |
| Becamex Bình Dương   | 1  | 1  | 1  | 5  | 8  | 5  | 2  | 4  | 4  | 3  | 2  | 3  | 3  | 1  | 1  | 1  | 2  | 3  | 2  | 3  | 3  | 2  | 3  | 6  | 6  | 8  |
| Sông Lam Nghệ An     | 7  | 7  | 12 | 9  | 10 | 11 | 9  | 10 | 7  | 6  | 6  | 7  | 8  | 7  | 8  | 10 | 9  | 11 | 11 | 10 | 9  | 11 | 8  | 7  | 9  | 9  |
| Hòa Phát Hà Nội      | 12 | 5  | 4  | 4  | 4  | 9  | 6  | 7  | 9  | 11 | 12 | 12 | 10 | 9  | 7  | 9  | 7  | 6  | 7  | 9  | 7  | 5  | 6  | 8  | 10 | 10 |
| The Vissai Ninh Bình | 9  | 3  | 9  | 10 | 6  | 3  | 5  | 9  | 6  | 5  | 7  | 4  | 5  | 6  | 5  | 6  | 6  | 8  | 8  | 7  | 8  | 10 | 11 | 10 | 11 | 11 |
| Lam Sơn Thanh Hóa    | 14 | 13 | 14 | 14 | 12 | 10 | 8  | 8  | 10 | 9  | 9  | 9  | 9  | 11 | 10 | 8  | 11 | 12 | 12 | 12 | 12 | 12 | 12 | 12 | 12 | 12 |
| Navibank Sài Gòn     | 7  | 12 | 8  | 8  | 11 | 13 | 13 | 13 | 14 | 14 | 14 | 13 | 13 | 13 | 13 | 14 | 14 | 14 | 14 | 13 | 13 | 13 | 13 | 13 | 13 | 13 |
| Megastar Nam Định    | 5  | 10 | 13 | 13 | 14 | 14 | 14 | 14 | 13 | 13 | 13 | 14 | 14 | 14 | 14 | 13 | 13 | 13 | 13 | 14 | 14 | 14 | 14 | 14 | 14 | 14 |

Cập nhật lần cuối: 23 tháng 8 năm 2010 (UTC)
Nguồn: VFF

## Lịch thi đấu và kết quả
| Nhà \ Khách[1]     | BDFC | SHBĐN | ĐTLA | ĐTFC | HNTT | HPFC | HPHN | HAGL | KHFC | NĐFC | NVSG | SLNA | LSTH | TVNB |
| Becamex Bình Dương |      | 2–0   | 0–1  | 2–4  | 0–2  | 3–1  | 0–0  | 1–1  | 4–0  | 2–1  | 0–0  | 2–1  | 5–2  | 4–0  |
| SHB Đà Nẵng        | 2–2  |       | 2–1  | 1–1  | 2–0  | 3–2  | 1–1  | 3–0  | 2–0  | 3–2  | 1–0  | 2–3  | 3–1  | 1–1  |
| Đồng Tâm Long An   | 3–2  | 4–1   |      | 3–1  | 2–0  | 2–1  | 4–1  | 0–2  | 0–1  | 1–0  | 1–1  | 1–1  | 0–1  | 3–1  |
| TĐCS Đồng Tháp     | 2–1  | 2–0   | 0–6  |      | 2–1  | 1–0  | 4–1  | 1–0  | 1–1  | 2–0  | 2–1  | 2–2  | 2–1  | 5–2  |
| Hà Nội T&T         | 2–1  | 1–0   | 4–1  | 1–0  |      | 1–2  | 1–2  | 1–0  | 5–1  | 2–0  | 0–0  | 0–0  | 2–1  | 2–1  |
| Hải Phòng          | 2–1  | 3–1   | 2–0  | 1–0  | 0–1  |      | 2–0  | 2–2  | 2–0  | 2–0  | 1–0  | 3–2  | 0–0  | 1–0  |
| Hòa Phát Hà Nội    | 4–2  | 3–4   | 4–3  | 2–1  | 1–2  | 4–3  |      | 1–1  | 1–1  | 1–0  | 3–1  | 0–1  | 3–2  | 0–2  |
| Hoàng Anh Gia Lai  | 2–0  | 1–0   | 0–2  | 1–0  | 4–1  | 2–0  | 1–2  |      | 1–0  | 5–0  | 0–1  | 0–0  | 3–1  | 0–1  |
| Khatoco Khánh Hoà  | 5–1  | 4–1   | 2–1  | 2–1  | 1–3  | 2–1  | 1–3  | 4–2  |      | 1–0  | 4–3  | 0–0  | 0–0  | 2–0  |
| Megastar Nam Định  | 0–2  | 0–2   | 3–1  | 2–2  | 0–1  | 1–2  | 1–0  | 1–2  | 0–1  |      | 1–2  | 0–3  | 1–3  | 1–1  |
| Navibank Sài Gòn   | 1–3  | 3–1   | 1–2  | 1–4  | 1–0  | 0–1  | 1–1  | 1–1  | 0–2  | 1–4  |      | 0–0  | 0–0  | 1–2  |
| Sông Lam Nghệ An   | 0–1  | 5–0   | 0–1  | 2–0  | 0–0  | 2–4  | 2–1  | 1–2  | 2–4  | 2–0  | 1–1  |      | 4–1  | 0–0  |
| Lam Sơn Thanh Hóa  | 2–6  | 2–4   | 0–0  | 0–0  | 2–1  | 4–1  | 2–1  | 2–0  | 3–2  | 1–1  | 1–0  | 1–2  |      | 1–1  |
| Vissai Ninh Bình   | 2–1  | 0–1   | 0–0  | 0–3  | 1–1  | 2–2  | 1–1  | 1–1  | 5–1  | 2–0  | 3–0  | 0–0  | 4–2  |      |

Nguồn: Eximbank V-League
1 ^ Đội chủ nhà được liệt kê ở cột bên tay trái.
Màu sắc: Xanh = Chủ nhà thắng; Vàng = Hòa; Đỏ = Đội khách thắng.

## Play-off xuống hạng
| Than Quảng Ninh                                     | 0–2      | Navibank Sài Gòn                                                                               |
| --------------------------------------------------- | -------- | ---------------------------------------------------------------------------------------------- |
| Nguyễn Văn Việt (11) 45’+3' · Bùi Văn Hiếu (8) 88’' | Chi tiết | Nguyễn Văn Khải 61' · Leandro 66' · Trương Đình Luật (20) 15’' · Leandro De Oliveira (33) 33’' |

## Tổng số khán giả

### Theo vòng đấu
| Vòng đấu  | Tổng cộng | Trung bình |
| --------- | --------- | ---------- |
| Vòng 1    | 60.000    | 8.571      |
| Vòng 2    | 79.500    | 11.357     |
| Vòng 3    | 75.000    | 10.714     |
| Vòng 4    | 94.000    | 13.428     |
| Vòng 5    | 76.000    | 10.857     |
| Vòng 6    | 67.500    | 9.643      |
| Vòng 7    | 66.000    | 9.428      |
| Vòng 8    | 72.000    | 10.286     |
| Vòng 9    | 70.500    | 10.072     |
| Vòng 10   | 72.500    | 10.357     |
| Vòng 11   | 79.000    | 11.286     |
| Vòng 12   | 71.000    | 10.143     |
| Vòng 13   | 79.000    | 11.286     |
| Vòng 14   | 97.000    | 13.857     |
| Vòng 15   | 67.500    | 9.642      |
| Vòng 16   | 47.200    | 6.742      |
| Vòng 17   | 46.500    | 6.642      |
| Vòng 18   | 36.500    | 5.214      |
| Vòng 19   | 40.000    | 5.714      |
| Vòng 20   | 32.500    | 4.643      |
| Vòng 21   | 49.000    | 7.000      |
| Vòng 22   | 48.000    | 6.857      |
| Vòng 23   | 29.500    | 4.214      |
| Vòng 24   | 37.300    | 5.328      |
| Vòng 25   | 34.500    | 4.929      |
| Vòng 26   | 38.700    | 5.529      |
| Tổng cộng | 1.566.200 | 8.605      |

### Số khán giả cao nhất
- Trận đấu nhiều khán giả nhất: SHB Đà Nẵng thắng Hoàng Anh Gia Lai 3–0 (vòng 4) và Xi măng Hải Phòng thắng Đồng Tâm Long An 2–0 (vòng 5): 30 000 người.
- Trận đấu ít khán giả nhất: Navibank SG – K.Khánh Hòa (vòng 24, 300 người).[19]

## Thống kê mùa giải

### Theo câu lạc bộ
| Xếp hạng                                    | Câu lạc bộ                                     | Số lượng |
| ------------------------------------------- | ---------------------------------------------- | -------- |
| CLB thắng nhiều nhất                        | Hà Nội T&T, Xi măng Hải Phòng                  | 14 trận  |
| CLB thắng ít nhất                           | Megastar Nam Định                              | 3 trận   |
| CLB hoà nhiều nhất                          | Sông Lam Nghệ An, Xi măng The Vissai NInh Bình | 10 trận  |
| CLB hoà ít nhất                             | Xi măng Hải Phòng, Megastar Nam Định           | 3 trận   |
| CLB thua nhiều nhất                         | Megastar Nam Định                              | 20 trận  |
| CLB thua ít nhất                            | Sông Lam Nghệ An                               | 7 trận   |
| CLB thua nhiều nhất trên sân nhà            | Megastar Nam Định                              | 9 trận   |
| CLB thua ít nhất trên sân nhà               | Tập đoàn Cao su Đồng Tháp                      | 1 trận   |
| CLB thua nhiều nhất trên sân khách          | Megastar Nam Định                              | 11 trận  |
| Chuỗi thắng dài nhất                        |                                                |          |
| Chuỗi bất bại dài nhất                      | Hà Nội T&T                                     | 8 trận   |
| Chuỗi không thắng dài nhất                  |                                                |          |
| Chuỗi thua dài nhất                         |                                                |          |
| Chuỗi bất bại dài nhất trên sân khách       | Sông Lam Nghệ An                               | 7 trận   |
| CLB ghi nhiều bàn thắng nhất                | Becamex Bình Dương                             | 48 bàn   |
| CLB ghi ít bàn thắng nhất                   | Megastar Nam Định                              | 19 bàn   |
| CLB lọt lưới nhiều nhất                     | Megastar Nam Định                              | 47 bàn   |
| CLB lọt lưới ít nhất                        | Hà Nội T&T                                     | 25 bàn   |
| CLB ghi nhiều bàn thắng nhất trên sân khách | Becamex Bình Dương                             | 24 bàn   |
| CLB ghi nhiều bàn thắng nhất trên sân nhà   | Khatoco Khánh Hòa                              | 28 bàn   |
| CLB lọt lưới nhiều nhất trên sân nhà        | Hòa Phát Hà Nội                                | 23 bàn   |
| Hiệu số bàn thắng bại tốt nhất              | Đồng Tâm Long An                               | +12      |
| Hiệu số bàn thắng bại kém nhất              | Megastar Nam Định                              | -28      |
| CLB nhận thẻ vàng nhiều nhất                | Xi măng Hải Phòng                              | 82 thẻ   |
| CLB nhận thẻ vàng ít nhất                   | Lam Sơn Thanh Hóa                              | 45 thẻ   |
| CLB nhận thẻ đỏ nhiều nhất                  | Megastar Nam Định                              | 7 thẻ    |
| CLB nhận thẻ đỏ ít nhất                     | Hà Nội T&T                                     | 1 thẻ    |

### Kỷ lục
- Megastar Nam Định và Sông Lam Nghệ An tham dự đủ cả 10 Giải bóng đá vô địch quốc gia (từ thời kì chuyên nghiệp)
- Trận thắng đậm nhất: cách biệt 6 bàn
  - Đồng Tâm Long An thắng Tập đoàn Cao su Đồng Tháp 6–0, vòng 23, ngày 4 tháng 8 năm 2010
- Trận đấu nhiều bàn thắng nhất: 8 bàn
  - Becamex Bình Dương thắng Lam Sơn Thanh Hóa 6–2, vòng 1, ngày 31 tháng 1 năm 2010
- Số bàn thắng nhiều nhất được một cầu thủ ghi trong một trận: 4
  - Samson Kayode (Tập đoàn Cao su Đồng Tháp) trận thắng Navibank Sài Gòn 4–1, vòng 5, ngày 14 tháng 3 năm 2010
  - Evaldo R.Goncaves (Hoàng Anh Gia Lai) trận thắng Megastar Nam Định 5–0, vòng 7, ngày 4 tháng 4 năm 2010
  - Evaldo R.Goncaves (Hoàng Anh Gia Lai) trận thắng Hà Nội T&T 4–1, vòng 26, ngày 22 tháng 8 năm 2010
- Đội bóng thay nhiều HLV nhất: B.Bình Dương, Xi măng The Vissai NB (cùng 4 lần)
- Trận đấu có nhiều bàn thắng nhất: B.Bình Dương – LS.Thanh Hóa (vòng 1, tỷ số 6-2)

### Theo cầu thủ

#### Cầu thủ ghi bàn hàng đầu
Dưới đây là danh sách cầu thủ ghi bàn hàng đầu của giải đấu.
| STT | Cầu thủ             | Câu lạc bộ                   | Số bàn thắng |
| --- | ------------------- | ---------------------------- | ------------ |
| 1   | Gastón Merlo        | SHB Đà Nẵng                  | 19           |
| 2   | Evaldo R. Goncalves | Hoàng Anh Gia Lai            | 16           |
| 3   | Huỳnh Kesley Alves  | Becamex Bình Dương           | 14           |
| 3   | Anjembe Timothy     | Hòa Phát Hà Nội              | 14           |
| 4   | Nguyễn Quang Hải    | Khatoco Khánh Hòa            | 13           |
| 4   | Samson Kayode       | Tập đoàn Cao su Đồng Tháp    | 13           |
| 5   | Danny Mrwanda       | Đồng Tâm Long An             | 12           |
| 5   | Tshamala Kabanga    | Đồng Tâm Long An             | 12           |
| 6   | Gustavo Dourado     | Xi măng The Vissai NInh Bình | 11           |
| 6   | Rajko Vidovic       | Sông Lam Nghệ An             | 11           |

#### Phản lưới nhà
- Navibank Sài Gòn: Phan Thanh Vân (trong trận gặp Sông Lam Nghệ An tại vòng 1)
- SHB Đà Nẵng: Cao Cường (trong trận gặp TĐCS Đồng Tháp tại vòng 2)
- Hoà Phát Hà Nội: Cassiano P.Henrique (trong trận gặp Hà Nội T&T tại vòng 14).

## Các giải thưởng

### Giải thưởng tháng
| Tháng        | Câu lạc bộ         | Huấn luyện viên                | Cầu thủ                                 | Bàn thắng đẹp                        | Ghi chú |
| ------------ | ------------------ | ------------------------------ | --------------------------------------- | ------------------------------------ | ------- |
| Tháng 1 và 2 | SHB Đà Nẵng        | Lê Huỳnh Đức (SHB Đà Nẵng)     | Gastón Merlo (SHB Đà Nẵng)              | Caue C. M. Benicio (Hà Nội T&T)      | [ 20 ]  |
| Tháng 3      | TĐCS Đồng Tháp     | Lê Huỳnh Đức (SHB Đà Nẵng)     | Samson Kayode (TĐCS Đồng Tháp)          | Cao Sỹ Cường (Hà Nội T&T)            | [ 21 ]  |
| Tháng 4      | Hà Nội T&T         | Phan Thanh Hùng (Hà Nội T&T)   | Evaldo R. Goncalves (Hoàng Anh Gia Lai) | Gaspard Yelleduor (Nam Định)         |         |
| Tháng 5      | Becamex Bình Dương | Phạm Công Lộc (TĐCS Đồng Tháp) | Samson Kayode (TĐCS Đồng Tháp)          | Hà Minh Tuấn (SHB Đà Nẵng)           | [ 22 ]  |
| Tháng 6      | TĐCS Đồng Tháp     | Phạm Công Lộc (TĐCS Đồng Tháp) | Gonzalo D. Marronkle (Hà Nội T&T)       | Dzigba B. Mawusi (Hoàng Anh Gia Lai) | [ 23 ]  |
| Tháng 7      | Hà Nội T&T         | Phan Thanh Hùng (Hà Nội T&T)   | Anjembe Timothy (Hòa Phát Hà Nội)       | Tiago de Paula (Hoàng Anh Gia Lai)   | [ 24 ]  |
| Tháng 8      | Xi măng Hải Phòng  | Phan Thanh Hùng (Hà Nội T&T)   | Mrwanda David (Đồng Tâm Long An)        | -                                    | [ 25 ]  |

### Giải thưởng chung cuộc
- Vô địch: Hà Nội T&T
- Á quân: Xi măng Hải Phòng
- Hạng ba: Tập đoàn Cao su Đồng Tháp
- Vua phá lưới: Gaston Merlo (SHB Đà Nẵng) - 19 bàn
- Giải phong cách: Becamex Bình Dương
- Huấn luyện viên xuất sắc nhất mùa giải: Phan Thanh Hùng (Hà Nội T&T)
- Hội Cổ động viên tốt nhất: Hội Cổ động viên Hà Nội T&T[26]